# 愛知町 (名古屋市)
愛知町（あいちちょう）は、愛知県名古屋市中川区にある町名。丁番を持たない単独町名である。住居表示実施済み。一部地域に5つの小字が設置されている。

## 地理
名古屋市中川区の北東部に位置し、東に舟戸町、西に五月通、南に澄池町、北に豊成町、北西に九重町と接する。

## 歴史
江戸時代は愛知郡北一色村の一部であった。町村制施行に伴う合併で笈瀬村が成立し、その後笈瀬村は町制施行に合わせて愛知町と改称した。愛知町は1921年（大正10年）に名古屋市に編入され、かつての北一色村の区域は中区北一色町となった。
人口が増加する中、分離・独立する形で1928年（昭和3年）、北一色町に愛知尋常小学校が創立された。学制改革により名古屋市立愛知小学校となった後、1980年に移転するまで愛知町に所在した。これは笹島駅と中川運河の建設に伴い、露橋尋常小学校を露橋耕地整理組合地区内に移転、愛知高等小学校を中京土地区画整理組合地区内に移転・改築して愛知尋常小学校として利用したものであったという。
1937年（昭和12年）に北一色町は新設された中村区の所属となった。翌1938年、北一色町の一部により新たな町名「愛知町」が設けられた。その後、愛知町は1944年に中川区に移されている。
1973年に愛知町を含む愛知地区で住居表示が実施された。

### 町名の変遷
- 1938年（昭和13年）4月1日 - 中村区北一色町の一部により、同区愛知町として成立[11]。愛知県告示第346号による[12]。
- 1942年（昭和17年）1月15日 - 一部が運河通に編入される[13]。
- 1944年（昭和19年）2月11日 - 行政区域の変更により、中川区愛知町となる[11]。
- 1973年（昭和48年）11月10日 - 中川区運河通・小栗通・五月通・中京通の各一部を編入[11]。また、一部が豊成町・澄池町となる[14]。

新旧の町字の対照は以下の通りである。
| 実施後      | 実施年月日     | 実施前（各町名ともその一部）               |
| ----------- | -------------- | ------------------------------------------ |
| 愛知町1丁目 | 1938年4月1日   | 北一色町（字大南・西浦・浦山）             |
| 愛知町2丁目 | 1938年4月1日   | 北一色町（字西浦・大南・浦山・大海・柳原） |
| 愛知町3丁目 | 1938年4月1日   | 北一色町（字柳原・大海・船戸）             |
| 愛知町4丁目 | 1938年4月1日   | 北一色町（字柳原・大海・船戸）             |
| 愛知町5丁目 | 1938年4月1日   | 北一色町（字船戸・大海）                   |
| 運河通      | 1942年1月15日  | 愛知町                                     |
| 愛知町      | 1973年11月10日 | 愛知町                                     |
| 愛知町      | 1973年11月10日 | 運河通                                     |
| 愛知町      | 1973年11月10日 | 小栗通                                     |
| 愛知町      | 1973年11月10日 | 五月通                                     |
| 愛知町      | 1973年11月10日 | 中京通                                     |
| 豊成町      | 1973年11月10日 | 愛知町                                     |
| 澄池町      | 1973年11月10日 | 愛知町                                     |

## 世帯数と人口
2019年（平成31年）1月1日現在の世帯数と人口は以下の通りである。
| 町丁   | 世帯数  | 人口    |
| ------ | ------- | ------- |
| 愛知町 | 925世帯 | 1,941人 |

### 人口の変遷
国勢調査による人口および世帯数の推移。
| 1995年（平成7年）  | 810世帯 2,190人 |  |
| 2000年（平成12年） | 791世帯 2,022人 |  |
| 2005年（平成17年） | 816世帯 2,005人 |  |
| 2010年（平成22年） | 817世帯 1,900人 |  |
| 2015年（平成27年） | 813世帯 1,848人 |  |

## 学区
市立小・中学校に通う場合、学校等は以下の通りとなる。また、公立高等学校に通う場合の学区は以下の通りとなる。
| 番・番地等 | 小学校               | 中学校               | 高等学校 |
| ---------- | -------------------- | -------------------- | -------- |
| 全域       | 名古屋市立愛知小学校 | 名古屋市立長良中学校 | 尾張学区 |

## 交通
- 大須通（名古屋市道愛知名駅南線）
- 明石通

## 施設
- 愛知コミュニティセンター - 会議室を2室、10畳の和室を2室備える[WEB 12]。
- 愛知公園[1] - 街区公園[16]。1989年（平成元年）7月1日開園[16]。0.62ヘクタール[16]。
- 善行寺[1] - 山号を安井山と号する[17]。山号については、第2世の海善師なる人物が、京都東山の安井御門跡に仕え、春日井郡安井村に隠遁したことに由来すると寺伝にあるとされる[18]。
- 熊野神社[1]
- 神明社[19] - 天照大神を祀る[19]。熊野社は神明社の末社であったが、合殿となった[19]。境内に安井徳左ヱ門の顕彰碑がある[17]。安井は文久ごろの豪農であり、当地の水害を案じて私財により水路を拓いた[17]。そのために安井の名をとって、徳左川と呼ばれ顕彰されたという[17]。
- 法誓幼稚園

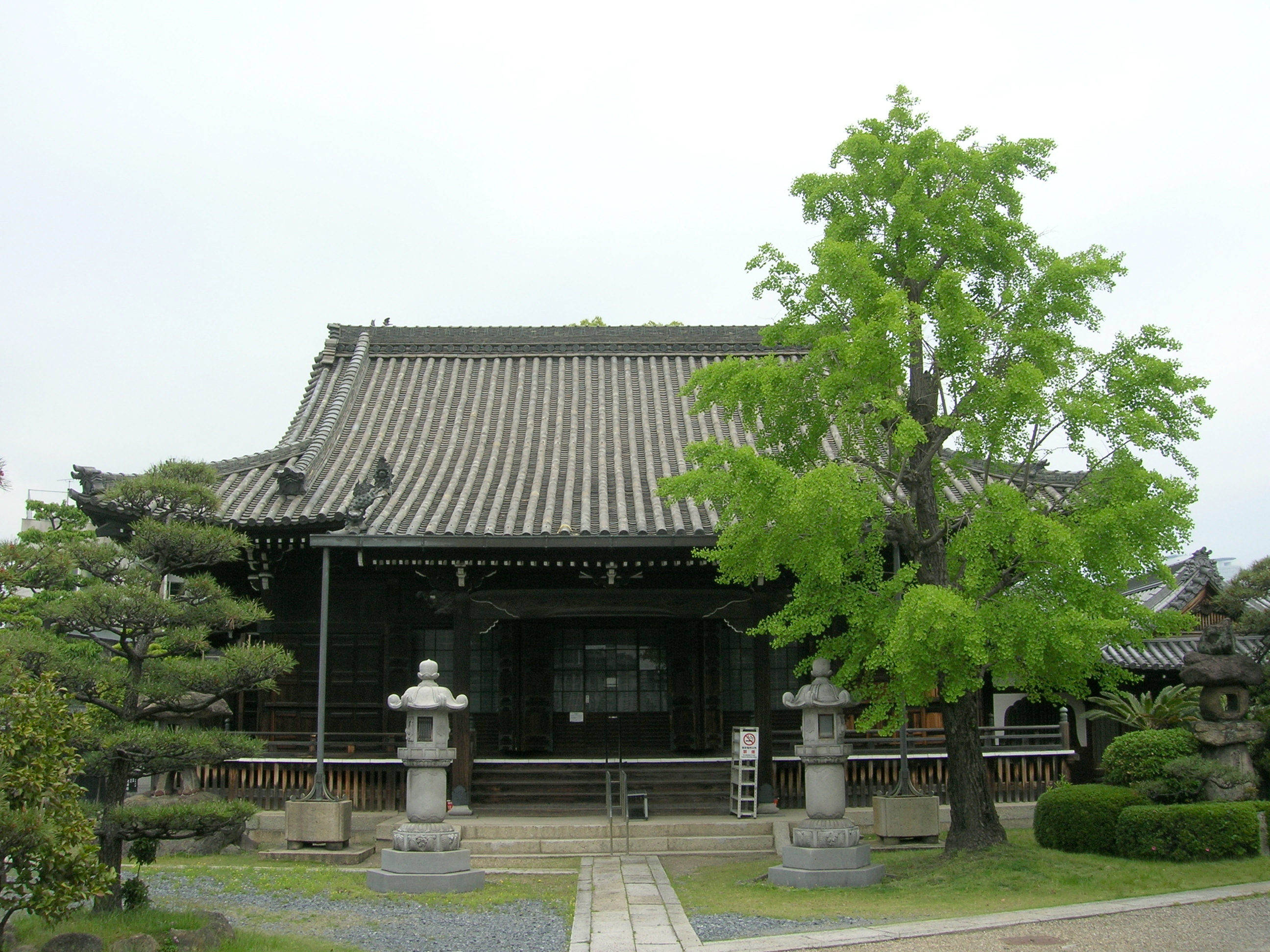
善行寺（2017年5月）
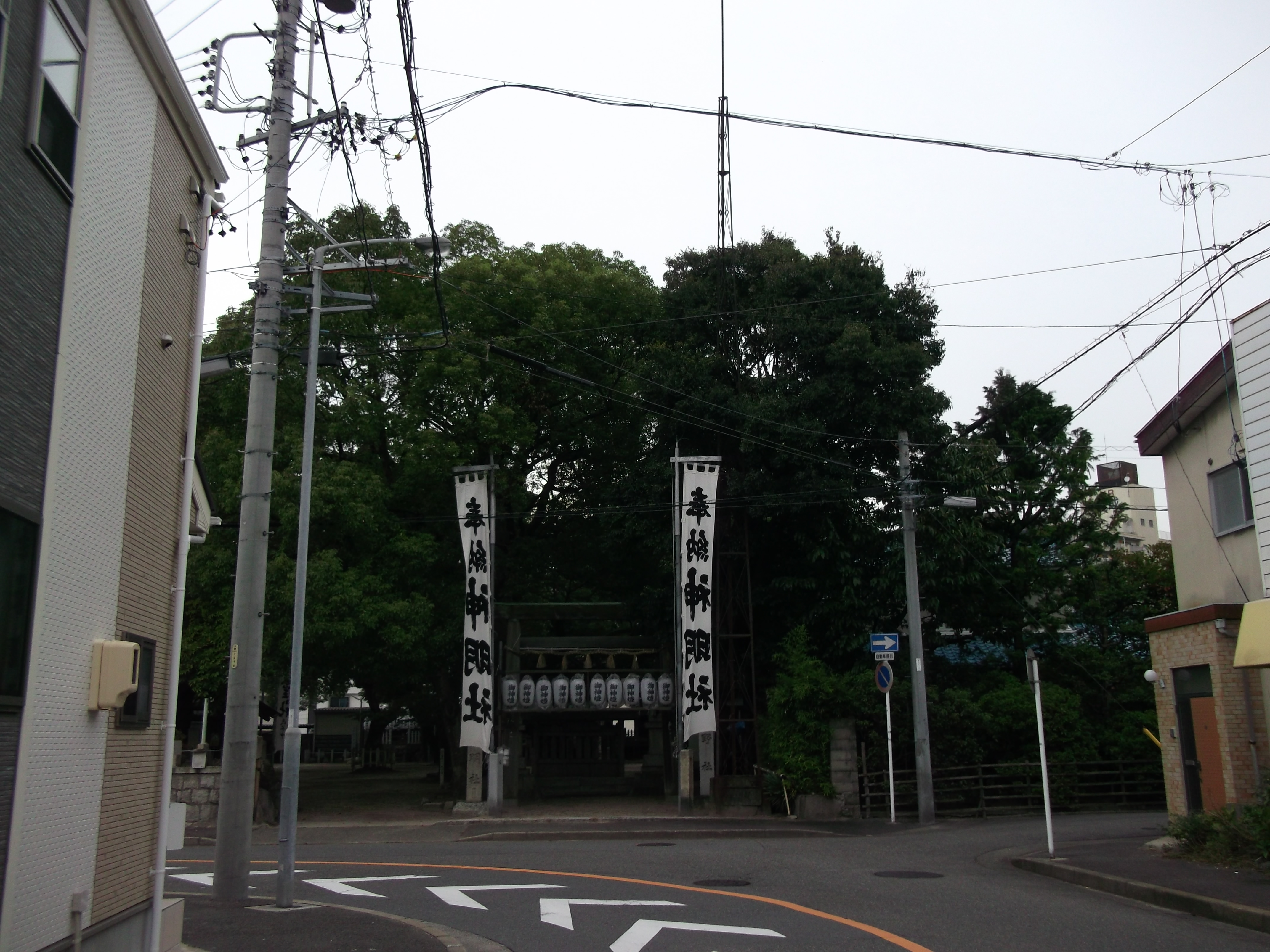
神明社（2014年10月）
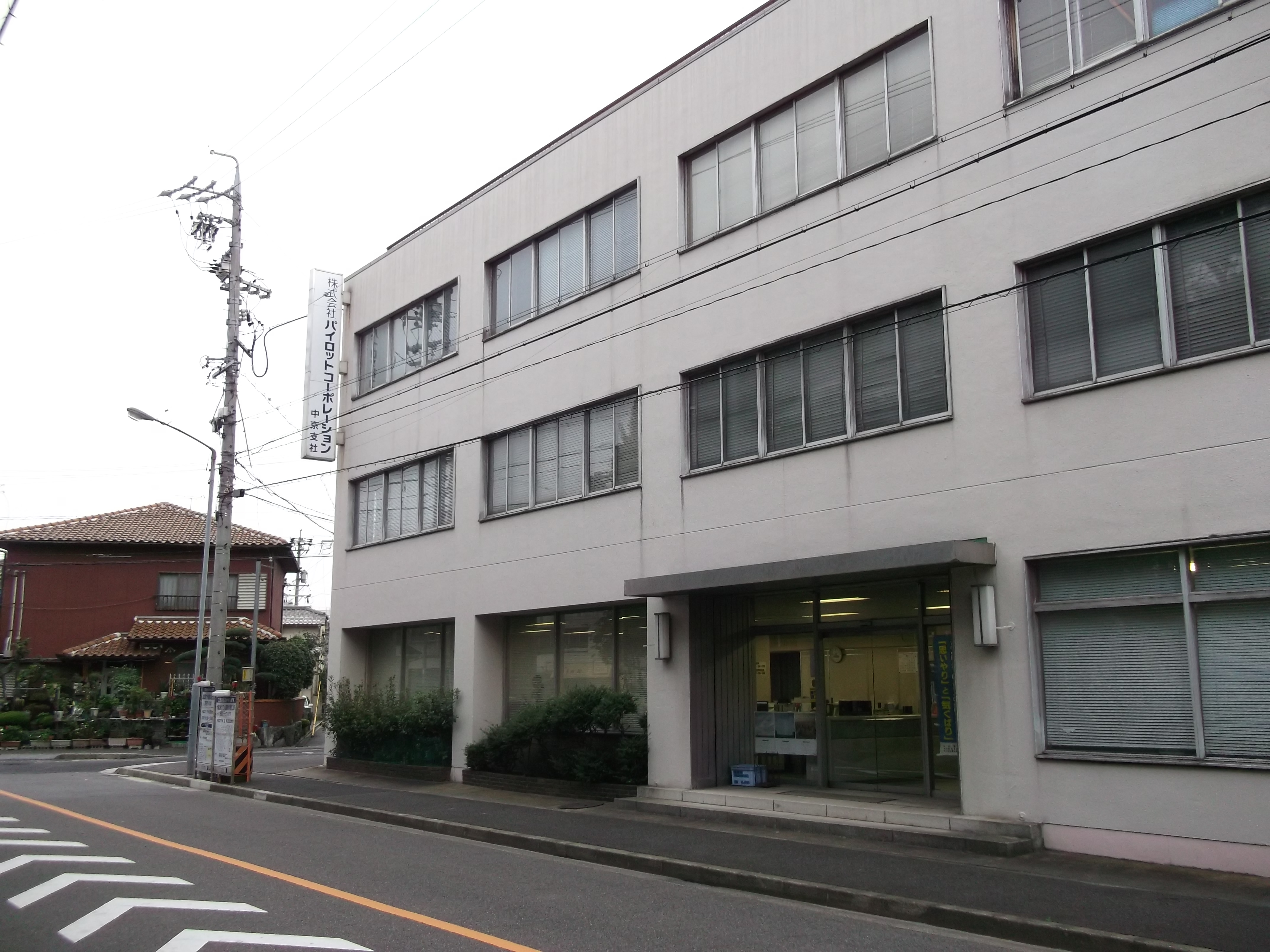
パイロットコーポレーション中部支社（2014年10月）

## その他

### 日本郵便
- 郵便番号 : 454-0807[WEB 2]（集配局：中川郵便局[WEB 13]）。

### WEB
1. 1 2  “町・丁目(大字)別、年齢(10歳階級)別公簿人口(全市・区別)”.   名古屋市 (2019年1月23日). 2019年1月23日閲覧。
2. 1 2  “郵便番号”.  日本郵便. 2019年2月10日閲覧。
3. ↑  “市外局番の一覧”.   総務省. 2019年1月6日閲覧。
4. ↑  “中川区の町名一覧”.   名古屋市 (2015年10月21日). 2019年2月13日閲覧。
5. ↑  総務省統計局 (2014年3月28日). “平成7年国勢調査の調査結果(e-Stat) - 男女別人口及び世帯数 －町丁・字等” (CSV). 2021年7月20日閲覧。
6. ↑  総務省統計局 (2014年5月30日). “平成12年国勢調査の調査結果(e-Stat) - 男女別人口及び世帯数 －町丁・字等” (CSV). 2021年7月20日閲覧。
7. ↑  総務省統計局 (2014年6月27日). “平成17年国勢調査の調査結果(e-Stat) - 男女別人口及び世帯数 －町丁・字等” (CSV). 2021年7月21日閲覧。
8. ↑  総務省統計局 (2012年1月20日). “平成22年国勢調査の調査結果(e-Stat) - 男女別人口及び世帯数 －町丁・字等” (CSV). 2021年7月21日閲覧。
9. ↑  総務省統計局 (2017年1月27日). “平成27年国勢調査の調査結果(e-Stat) - 男女別人口及び世帯数 －町丁・字等” (CSV). 2021年7月21日閲覧。
10. ↑  “市立小・中学校の通学区域一覧”.   名古屋市 (2018年11月10日). 2019年1月14日閲覧。
11. ↑  “平成29年度以降の愛知県公立高等学校（全日制課程）入学者選抜における通学区域並びに群及びグループ分け案について”.   愛知県教育委員会 (2015年2月16日). 2019年1月14日閲覧。
12. ↑  名古屋市中川区役所 区政部地域力推進室地域力推進係 (2012年10月24日). “愛知コミュニティセンター”.   名古屋市. 2019年5月19日閲覧。
13. ↑  郵便番号簿 平成29年度版 - 日本郵便. 2019年02月10日閲覧 (PDF)

### 書籍
1. 1 2 3 4 5  名古屋市計画局 1992, p. 448.
2. ↑  中村区制十五周年記念協賛会 1953, pp. 90–91.
3. ↑  中村区制十五周年記念協賛会 1953, pp. 81, 83.
4. ↑  中村区制十五周年記念協賛会 1953, pp. 235–236.
5. ↑  中川区制50周年記念誌編集委員会 1987, p. 409.
6. ↑  名古屋市役所 1929, p. 41.
7. ↑  安井金一 1983b, p. 33.
8. ↑  中村区制十五周年記念協賛会 1953, pp. 114–116.
9. ↑  中村区制十五周年記念協賛会 1953, pp. 117–118.
10. ↑  名古屋市計画局 1992, p. 448,887.
11. 1 2 3  名古屋市計画局 1992, p. 829.
12. 1 2  中川倶楽部 1971, p. 24.
13. ↑  名古屋市計画局 1992, p. 830.
14. ↑  名古屋市計画局 1992, p. 822,829.
15. ↑  名古屋市計画局 1992, pp. 822, 829–830.
16. 1 2 3  名古屋市農政緑地局管理部緑地管理課 1996, pp. 70–71.
17. 1 2 3 4  山田寂雀 1982, p. 137.
18. ↑  安井金一 1983a, p. 10.
19. 1 2 3  山田寂雀 1982, p. 136.